# علم يريفان
علم يريفان يُظهِر عَلَم يريفان أَذرع يريفان التي تُحيطُ بِها 12 مُثَلَثة، تَرمِز إلى 12 عاصِمَة سابِقة لأرمينيا عَلى خَلفِيَة بَيضاء، تَرمِز إلى الوُضوحِ والبَساطة. والألوانِ المُستخدمة في العَلَم هِيَ نَفس الألوان المُستَخدمة في عَلم أرمينيا، والتي تُمَثِل أهَمية يريفان كعاصمة.
تَمت المُوافقة عَلى التَّصميم النِهائي لِلعلم في 27 سبتمبر 2004.